# Rakelići
Rakelići (szerbül: Ракелићи), falu Bosznia-Hercegovinában, Bosanska krajina területén, Prijedor községben, a Szerb Köztársaságban. 

## Fekvése
Bosznia-Hercegovina északnyugati részén, Banja Lukától légvonalban 36, közúton 51 km-re északnyugatra, községközpontjától légvonalban 10, közúton 12 km-re délkeletre, 145 – 215 méteres tengerszint feletti magasságban, a Saničani-tó déli partján elhelyezkedő, enyhén dombos területen fekszik. Több településrészből áll. 

## Népessége
| Nemzetiségi csoport | Népesség 1991 | Népesség 2013 |
| ------------------- | ------------- | ------------- |
| Szerb               | 858           | 596           |
| Bosnyák             | 0             | 0             |
| Horvát              | 3             | 6             |
| Jugoszláv           | 35            | 0             |
| Egyéb               | 17            | 17            |
| Összesen            | 913           | 619           |

## Története
A település 1878-ig tartozott az Oszmán Birodalomhoz, ekkor a berlini kongresszus határozata alapján az Osztrák-Magyar Monarchia része lett. 1879-ben az első osztrák-magyar népszámlálás során a Prijedori járáshoz, és Prijedor községhez tartozó településnek 47 háztartása és 405 ortodox lakosa volt. 1910-ben a községben 100 háztartást 647 ortodox szerb és 7 görög katolikus lakost találtak. A monarchia szétesésével 1918-ban előbb a Szerb-Horvát-Szlovén Királyság, majd 1929-től a Jugoszláv Királyság része. 1921-ben a községnek 102 háztartása és 694 lakosa volt. Jugoszlávia megszállása után a falu a Független Horvát Állam (NDH) része lett. 
1945-től a település a szocialista Jugoszlávia része volt. A boszniai háború idején a település a Boszniai Szerb Köztársasághoz tartozott. A daytoni békeszerződést követő területfelosztásnál a település Prijedor község részeként a Szerb Köztársaság területéhez került.

## Kultúra
Minden év augusztus 27-én és 28-án tartják a rakelići faházas templomban tartják a rakelići kórustalálkozót. Ezen Szűz Mária ortodox ünnepét tartják meg. A kórustalálkozó mellett a táborozás is népszerű, így sokan a templom előtti nagykapunál verik fel sátraikat. A kórustalálkozón minden évben számos eredeti ojkacsa és krajnai együttes vendégeskedik.

## Sport
Rakelići a Sloga ifjúsági labdarúgóklub központja.

## Nevezetességei
A rakelići ortodox plébániatemplomot, amint ezt a nyugati homlokzaton található felirat is bizonyítja, 1856-ban építtette Mirko Čanak prijedori mester. A templomnak két bejárata van, a fő bejárata a nyugati és egy a déli oldalon. Az ikonosztáz abból az időből való, amikor a templomokat olyan ikonokkal építették, amelyek kostajnicai mesterek munkái voltak. A templom tizennégy méter hosszú és nyolc és fél méter széles. Téglalap alakú, ötoldalú apszisa van. A templom harangtornya 1894-ben épült. A templomban több Jeruzsálemből származó egyházi ereklye található, köztük a jeruzsálemi ikon. A faházas templom mellett 1986-ban új Szentháromság-templom épült.

## Fordítás
- Ez a szócikk részben vagy egészben  a(z)   Црква брвнара у Ракелићима című szerb Wikipédia-szócikk ezen változatának fordításán alapul.  Az eredeti cikk szerkesztőit annak laptörténete sorolja fel. Ez a jelzés csupán a megfogalmazás eredetét és a szerzői jogokat jelzi, nem szolgál a cikkben szereplő információk forrásmegjelöléseként.